# Caturité
Caturité est une ville brésilienne du centre de l'État de la Paraíba.
Sa population était estimée à 4 467 habitants en 2007. La municipalité s'étend sur 118 km2.